# دون تيرنبول (تنس)
دون تيرنبول (بالإنجليزية: Don Turnbull)‏ مواليد 28 مايو 1909 في أستراليا الغربية - الوفاة 30 يناير 1994، كان لاعب كرة مضرب أسترالي. كما أنه أحد أبطال الجراند سلام.

## النهائيات

### الزوجي: 5 (2–3)
| الحصيلة | السنة | البطولة                       | الشريك         | المنافس                           | النتيجة                 |
| ------- | ----- | ----------------------------- | -------------- | --------------------------------- | ----------------------- |
| الوصافة | 1934  | بطولة أستراليا المفتوحة للتنس | أدريان كويست   | بات هيوز (كرة مضرب) فريد بيري     | 8–6, 3–6, 4–6, 6–3, 3–6 |
| الوصافة | 1935  | دورة رولان غاروس الدولية      | فيفيان ماكغراث | جاك كراوفورد (تنس) أدريان كويست   | 1–6, 4–6, 2–6           |
| الفوز   | 1936  | بطولة أستراليا المفتوحة للتنس | أدريان كويست   | جاك كراوفورد (تنس) فيفيان ماكغراث | 6–8, 6–2, 6–1, 3–6, 6–2 |
| الفوز   | 1937  | بطولة أستراليا المفتوحة للتنس | أدريان كويست   | جون بروميتش جاك هاربر             | 6–2, 9–7, 1–6, 6–8, 6–4 |
| الوصافة | 1939  | بطولة أستراليا المفتوحة للتنس | كولين لونغ     | جون بروميتش أدريان كويست          | 4–6, 5–7, 2–6           |

### الزوجي المختلط: 1 (0–1)
| الحصيلة | السنة | البطولة                       | المنافس         | المنافس                    | النتيجة       |
| ------- | ----- | ----------------------------- | --------------- | -------------------------- | ------------- |
| الوصافة | 1937  | بطولة أستراليا المفتوحة للتنس | دوروثي ستيفنسون | هاري هوبمان نيل هول هوبمان | 6–3, 3–6, 2–6 |

## روابط خارجية
- دون تيرنبول على موقع رابطة محترفي التنس (الإنجليزية)
- دون تيرنبول على موقع الاتحاد الدولي لكرة المضرب (الإنجليزية)
- دون تيرنبول على موقع كأس ديفيز (الإنجليزية)
- دون تيرنبول على موقع أرشيف التنس.كوم (الإنجليزية)
- دون تيرنبول على موقع خلاصة التنس.كوم (الإنجليزية)